# شعر حكمي
لشعر الحكمي وهو شعر فصيح المفردات غير معرب أي أنه يختلف عن الفصيح بتسكين أواخر الكلمات، ويشيع في التواشيح الدينية والأغاني وهو شائع في اليمن وجنوب الجزيرة العربية.